# Abrodictyum obscurum
Espèce
Répartition géographique
Abrodictyum obscurum est une fougère de la famille des Hyménophyllacées.

## Description
Cette espèce a un rhizome très court, robuste, couvert d'une pilosité brune très abondante. 
Le pétiole des frondes est long : il dépasse les quinze centimètres de long, de la taille approximative du limbe.
Le limbe des frondes, oblongue subdeltoïde, est divisé trois fois au moins et peut dépasser quinze centimètres de long sur moins de dix centimètres de large. La membrane du limbe est assez réduite.
Les sores sont assez peu nombreux et disposés irrégulièrement sur la face inférieure du limbe, majoritairement à l'apex du limbe, à la base des segments. Ils ont de 1,5 à 2 mm de long et 0,5 mm  de large.
Le style des sores s'allonge de plus de deux fois la longueur de l'indusie campanulée.
L'espèce, comme celles du genre, compte 33 paires de chromosomes.

## Répartition et habitat
Abrodictyum obscurum est une espèce du sud-est asiatique : Australie (Queensland), Cambodge, Chine (Guangdong, Guangxi, Hainan, Taiwan, Yunnan), Inde (est), Indonésie, sud du Japon, Laos, Malaisie, Micronésie, Myanmar, Nouvelle-Guinée, Philippines, Sri-Lanka, Thaïlande et Vietnam.
C'est une plante terrestre, abondante dans la zone malaise.

## Position taxinomique et historique
En 1828, Carl Ludwig Blume décrit une première fois cette fougère sous le nom de Trichomanes obscurum, à partir d'exemplaires collectés à Java et aux Moluques. Il décrit deux variétés : 
- Trichomanes obscurum var. obtusiusculum
- Trichomanes obscurum var. adnatum

En 1843, Karel Bořivoj Presl redécrit cette espèce à partir d'un exemplaire de Luzon collecté par Hugh Cuming sous le nom de Didymoglossum longisetum.
En 1857, Justus Carl Hasskarl la place dans le genre Didymoglossum : Didymoglossum obscurum (Blume) Hassk..
En 1906, Carl Frederik Albert Christensen en fait un synonyme de Trichomanes cupressoides Desv. (Abrodictyum cupressoides (Desv.) Ebihara & Dubuisson). Il est aussi suivi en cela par le Prince Roland Bonaparte en 1918. Une autre synonymie avait été suggérée à tort par William Jackson Hooker en 1865 avec Trichomanes rigidum.
En 1933, dans sa large contribution sur le genre Trichomanes, Edwin Bingham Copeland en établit une complète description : il signale la très grande proximité avec Trichomanes siamense Christ, maintenant considéré comme une variété, confirme les synonymies avec Trichomanes englerianum, Trichomanes latipinum et Trichomanes papillatum, suppose les synonymies avec Trichomanes racemulosum et Trichomanes saxatile mais rejette la synonymie avec Trichomanes cupressoides.
En 1938, toujours Edwin Bingham Copeland la transfère dans le genre Selenodesmium : Selenodesmium obscurum (Blume) Copel..
En 1974, Conrad Vernon Morton la place dans la section Pachychaetum du sous-genre Pachychaetum du genre Trichomanes.
En 1985, Kunio Iwatsuki la reclasse dans le genre Cephalomanes : Cephalomanes obscurum (Blume) K.Iwats. . Il établit aussi une variété : Cephalomanes obscurum var. siamense (Christ) K.Iwats.
Enfin, en 2006, Atsushi Ebihara et Kunio Iwatsuki la placent dans le genre Abrodictyum sous-genre Pachycheatum.
Une variété est décrite à la même occasion :
- Abrodictyum siamense var. siamense (Christ) K.Iwats.

Elle compte donc quatre synonymes liés aux révisions de la famille des Hymenophyllacées :
- Cephalomanes obscurum (Blume) K.Iwats.
- Didymoglossum obscurum (Blume) Hassk.
- Selenodesmium obsucrum (Blume) Copel.
- Trichomanes obscurum Blume

ainsi que trois synonymes pour sa variété :
- Cephalomanes obscurum var. siamense (Christ) K.Iwats.
- Selenodesmium siamense (Christ) Ching & Chu H.Wang
- Trichomanes siamense Christ

Elle compte aussi de nombreux synonymes de spécimens décrits sous des noms différents :
- Didymoglossum longisetum C.Presl
- Selenodesmium saxatile (Backh. ex Moore) Parris
- Trichomanes englerianum Brause
- Trichomanes latipinum Copel.
- Trichomanes papillatum Müll.Berol.
- Trichomanes racemulosum Bosch
- Trichomanes saxatille Brackh. ex Moore